# Taschendiebstahl
Taschendiebstahl gehört zur Straßenkriminalität und ist eine Form des Diebstahls, bei der der Täter, der Taschendieb, eine fremde bewegliche Sache, die sich im unmittelbaren Einflussbereich (am Körper) einer anderen Person befindet (z. B. Bekleidung oder Handtasche, Rucksack, Einkaufstüte), an sich bringt in der Absicht, diese sich oder einem Dritten rechtswidrig zuzueignen. Neben Geldbörsen gehören seit der weiten Verbreitung von Mobiltelefonen auch diese zu den bevorzugten Beutestücken von Taschendieben.
In Deutschland ging die Zahl der Anzeigen von Taschendiebstahl nach einem Höhepunkt im Jahr 2015 wieder deutlich zurück.

## Geschichte
Ihre erste Erwähnung fanden Taschendiebe im 13./14. Jahrhundert. Im Jahr 1585 wurde erstmals von Diebesschulen berichtet, in denen an Klingelpuppen das Handwerk der Taschendiebe geübt wurde. Zur damaligen Zeit gab es viele gute Taschendiebe, die einen Sonderstatus unter ihren Artgenossen innehatten. Zu den bekanntesten gehören dabei George Barrington, John Dawson, Mimi Lepreuil („la main d’or“), Lady Finger, Elizabeth West, John Larney, Emilie Kemnat und Sophie Lyons.
Im Mittelalter wurden Taschendiebe als „Beutelschneider“ bezeichnet. Der Begriff beschreibt den Vorgang: Zu der Zeit war es üblich, das Barvermögen in einem Beutel am Gürtel zu tragen. Auch diese Diebe machten sich vielfach das Gedränge auf Straßen oder bei einem Menschenauflauf zunutze. Andere Bezeichnungen sind der niederdeutsche Begriff Torfdrucker (Torf = Beutel, drucker = stehlen), Chailefzieher (chelef = umgangssprachlich Geld) oder Paddendrücker aus der Berliner Umgangssprache (Padde = Geldbörse). Schon damals nutzten die Täter ebenfalls die Möglichkeit, das Opfer anderweitig abzulenken, um den Beutel unbemerkt abzuschneiden.
Ähnliche Methoden finden auch heute wieder Anwendung, vor allem in belebten Touristengegenden. Dort schneiden die (häufig mit Mopeds motorisierten) Taschendiebe den Riemen von Handtasche oder Rucksack durch und entreißen diese dem Besitzer. Hierbei handelt es sich dann strafrechtlich um einen Raub gem. § 249 StGB (Deutschland).

## Kriminalstatistik Deutschland
Das Bundeskriminalamt gibt jährlich eine Statistik über alle in Deutschland gemeldeten Straftaten heraus, die Polizeiliche Kriminalstatistik. Danach macht Taschendiebstahl in Deutschland ca. 5 % aller Fälle von Diebstahl aus. Anders als bei Diebstahl insgesamt, wo sich die Fallzahlen in den letzten drei Jahrzehnten halbierten, verläuft die Entwicklung beim Taschendiebstahl uneinheitlich: Nach einem drastischen Anstieg Anfang der 1990er Jahre stagnierten die Zahlen, um bis zum Jahr 2015 erneut enorm zu steigen. 2015 war der Höhepunkt des Berichtszeitraums mit 168.142 angezeigten Fällen bzw. 207 Fälle pro 100.000 Einwohner erreicht. Bis 2021 fielen die Zahlen so schnell, wie sie zuvor anstiegen, auf nur noch 72.903 Fälle bzw. 88 pro 100.000 Einwohner.
Die Aufklärungsquote für das Delikt schwankte in den letzten 15 Jahren um 6 %. Die Aufklärungsquote beim Taschendiebstahl ist die geringste aller erfassten Delikte in der Polizeilichen Kriminalstatistik. Außerdem bleibt das große Dunkelfeld zu beachten.

## Tatausführung

### Arbeitsteilige Organisation
Zumeist gehen Taschendiebe in Teams von drei bis sechs Tätern arbeitsteilig vor: Einer beobachtet die Umgebung, einer lenkt das Opfer ab, ein dritter stiehlt, ein vierter übernimmt blitzschnell das Diebesgut und verschwindet damit. Vier A stehen dabei für Ausspähen, Ablenken, Aktion durchführen, Abtransport. In jeder Phase können potentielle Opfer den Dieb stören. Das Modell gehört daher zu den präventiven Aufklärungsmaßnahmen der Polizei.
In den letzten Jahren sind in manchen Großstädten Deutschlands, beispielsweise Köln, immer wieder Taschendiebe in Erscheinung getreten, die tatsächlich oder vermeintlich (aber nicht nachprüfbar) unter 14 Jahre alt sind und daher weder strafrechtlich belangt noch für längere Zeit festgenommen werden können. In vielen Fällen ergibt sich aufgrund polizeilicher Ermittlungen der Verdacht, dass eine erwachsene Person die Kinder zum Diebstahl angestiftet hat.
Täter kamen z. B. in Hamburg im Jahr 2015 aus Nordafrika (Tunesien, Algerien) und Südosteuropa (Rumänien). Teilweise ist auch Bandenkriminalität im Spiel. Unter ihnen werden Revierkämpfe ausgetragen. Arbeiten müssen die Taschendieb-Gruppen, bis sie eine vorgegebene Summe pro Tag zusammengestohlen haben. Die Mittelsmänner sammeln die erbeuteten Gelder ein und überweisen sie sofort ins Ausland.

### Typische Gefahrensituationen
Äußere Umstände wie Gedränge an öffentlichen Plätzen oder Menschenansammlungen begünstigen die Durchführung der Tat, weshalb die Kriminalpolizei regelmäßig zu besonderer Aufmerksamkeit an solchen Örtlichkeiten aufruft. Die Opfer werden durch Beobachtung ausgespäht. Die Taschendiebe warten auf eine günstige Gelegenheit.
Gefahrensituationen sind:
- Enge: Menschenansammlungen in Verkehrsbauwerken (Bahnhöfe usw.), in Verkehrsmitteln, im Kaufhaus/Einkaufszentrum/Supermarkt, in Bars/Diskotheken/Restaurants, bei Großveranstaltungen (Konzert, Messe, Sportveranstaltung, Jahrmarkt), beim Aus- und Einsteigen, auf Rolltreppen, bei Sehenswürdigkeiten, auf Flaniermeilen, an Haltestellen.[8]
- Körperliche Nähe: Sie wird künstlich herbeigeführt durch Anrempeln, „Umarmen“, künstlich herbeigeführtes Gedränge, Fragen nach dem Weg, Fragen nach Produkten, Beschmutzung der Kleidung, Verwicklung in Gespräch mit fadenscheinigen Fragen, übersteigerte Hilfsbereitschaft.[9]
- Opfer ist eingeschränkt: Variante 1: Behinderung, Trunkenheit, Müdigkeit. Täter setzt sich neben das Opfer und stiehlt.[10] Variante 2: In der Anonymität von Krankenhäusern werden Patienten bestohlen.[11]
- Aufmerksamkeit ist abgelenkt: Auf Bahnhöfen ist dies an der Informationstafel für An- bzw. Abfahrt, auf dem Bahnsteig vor der Wagenstandsanzeige, beim Ein- und Aussteigen.[12]

### Typische Tricks der Taschendiebe
Das Repertoire der Taschendiebe, ihr Modus Operandi, ist äußerst umfangreich.

#### Ablenken
- Anrempeln: In Zügen, Bussen, auf Rolltreppen, in Fahrstühlen, Drehtüren, Ein- und Ausgängen wird das Opfer vom Täter angerempelt, oder der Täter bleibt plötzlich stehen. Ein zweiter Täter nimmt das abgelenkte Opfer in die Zange und führt den Taschendiebstahl aus.
- Drängeln: Der Täter rückt unangenehm nahe an das Opfer. Dieses wendet sich durch Drehung ab und präsentiert dabei ungewollt seine Tasche zum Diebstahl.
- Künstlicher Stau: Der erste Täter blockiert den Zugang beim Einsteigen in einen Eisenbahnwaggon. Der zweite nachfolgende Täter stiehlt die Geldbörse aus dem Rucksack/der Reisetasche des Reisenden.[16]
- Beschmutzen: Vom Täter wird die Bekleidung des Opfers z. B. mit Senf oder Ketchup beschmutzt. Die Täter „helfen“ beim Reinigen und stehlen dabei.
- Vorgetäuschter Tanz: Eine Gruppe von Tätern umringt das Opfer auf der Straße, tänzelt um es herum. Einer der Täter bestiehlt das Opfer.
- Fußballtrick: Jüngere Opfer werden angesprochen: „Kennst Du den neuesten Trick von Ronaldo?“ Durch einen Komplizen wird dem abgelenkten Opfer die Geldbörse gestohlen.[17]
- Rolltreppentrick: Der Täter steht hinter dem Opfer auf der sich aufwärts bewegenden Rolltreppe. Variante 1: Ein Mittäter stoppt die Rolltreppe per Nothalt. Die Balanceschwierigkeiten und die Unbeweglichkeit des Opfers beim Erklimmen der ungewohnt hohen Stufen nützt der Täter aus für den Zugriff auf Wertgegenstände.[18] Variante 2: Eine Täterin stellt sich nah an das Opfer (Mann) und lenkt ihn ab, eine zweite Täterin stiehlt das Portemonnaie des Opfers aus der Tasche.[19] Variante 3: Ein Täter stellt sich auf der Rolltreppe vor das Opfer, einer hinter das Opfer. Am Ende der Rolltreppe erzeugt der davorstehende Täter einen künstlichen Stau. Das Opfer läuft auf, der nachfolgende Täter greift zu.[20]

#### Beobachten/Günstige Gelegenheit

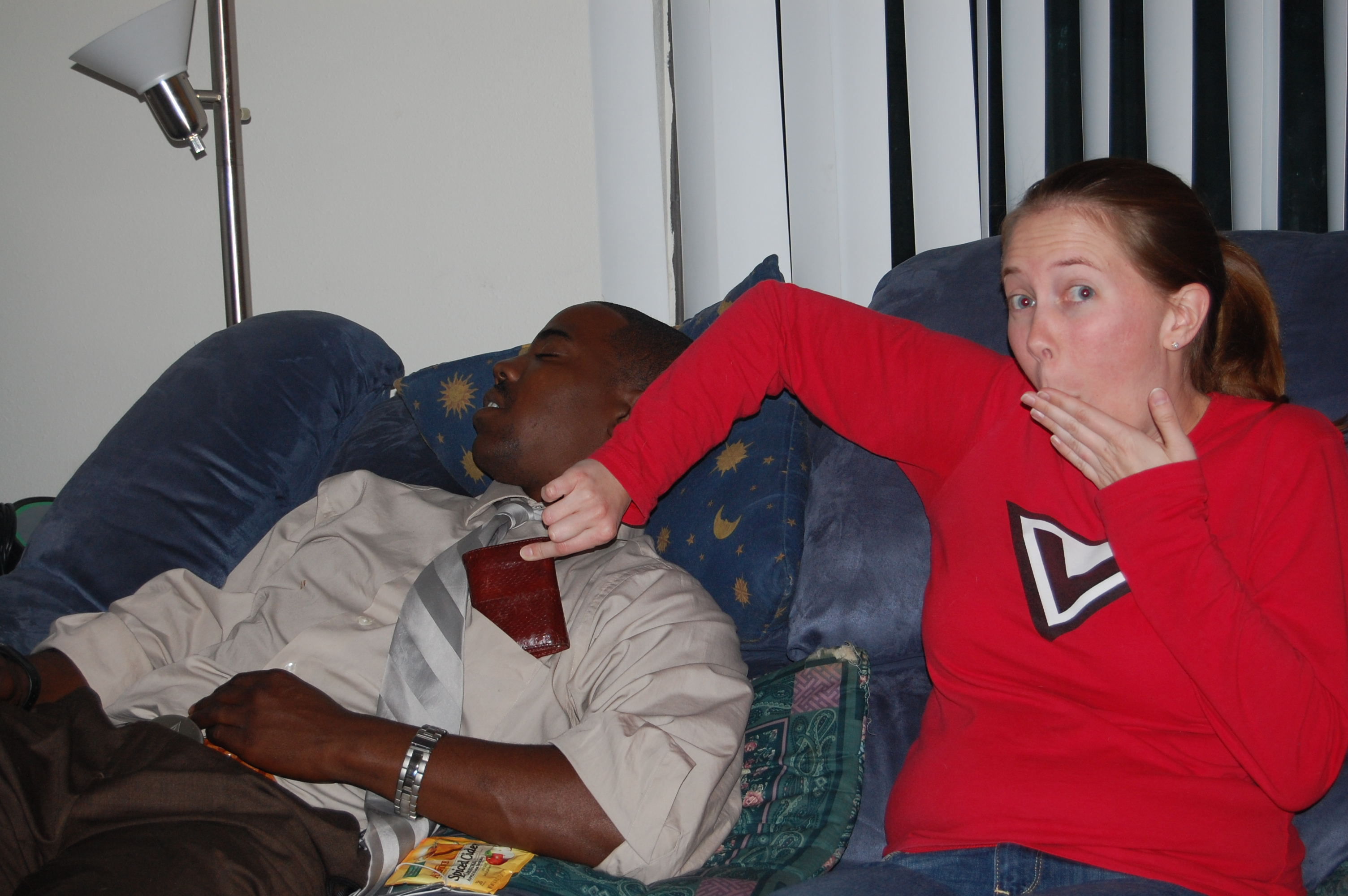
Taschendiebstahl bei einem schlafenden Opfer.

- Beobachtung am Geld-/Fahrscheinautomaten: Der Aufbewahrungsort der Geldbörse und Handicaps der Opfer werden dadurch ausgekundschaftet.
- Durch Kinder abgelenkte Mütter: Täter stehlen aus Kinderwagen, Einkaufswagen.
- Beiseite gelegte/unbeaufsichtigte Tasche/Jackett: In Bahnhöfen, Zugabteilen, Bussen, Restaurants, Garderoben greifen die Täter zu.
- Restaurant-Trick: Das Opfer hängt sein Jackett über die Stuhllehne im Restaurant oder legt seine Handtasche auf die Seite. Der Täter nimmt am Nebentisch Platz und entwendet aus dem Jackett des Opfers Wertgegenstände oder entwendet die Handtasche.
- Schlafopfer: Schlafende Fahrgäste werden von den Tätern bestohlen.

#### Verdeckte Stehl-Hand

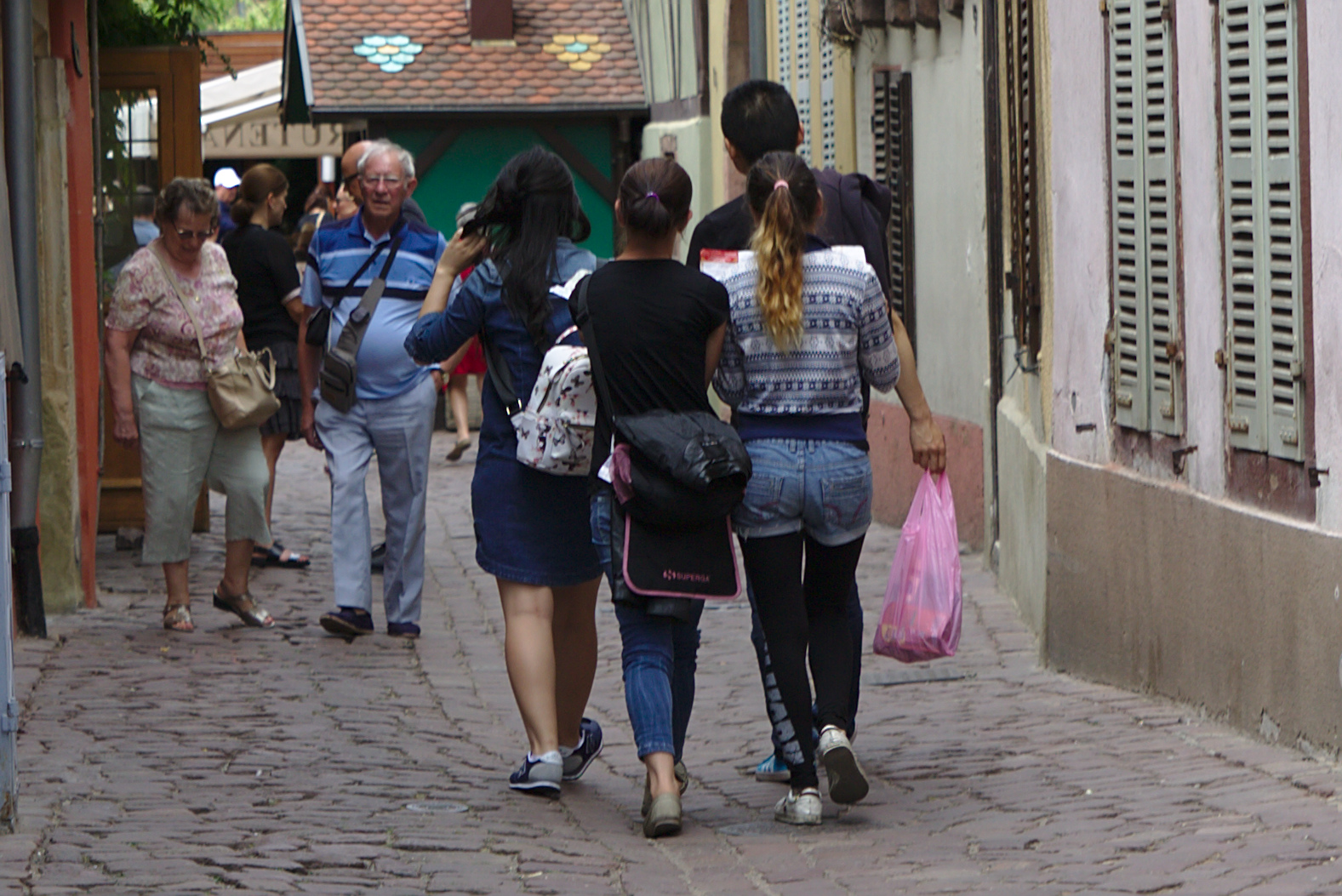
Vorbereitung eines Taschendiebstahls in Colmar. Opfer wurden rechtzeitig gewarnt.

- Betteln/verdeckte Hand: Variante 1: Der Täter hält dem Opfer ein Pappschild mit der Bitte um Unterstützung entgegen. Das Opfer sucht im Kleingeldfach. Der Täter entwendet im Sichtschutz des Schildes Geldscheine aus dem Geldscheinfach. Variante 2: Der Täter nimmt die Rolle eines Blinden oder Kriegsversehrten ein und humpelt mit einem Pappschild in der Hand auf das Opfer zu. Ein weiterer Täter bestiehlt das abgelenkte Opfer.
- Klemmbretttrick: Die Ablenkung erfolgt durch einen angeblich „taubstummen“ oder „gehörlosen“ Spendensammler oder eine Spendensammlerin mit einer Spendenliste auf einem Klemmbrett. Das Klemmbrett wird dem Opfer unter die Nase gehalten und gestikuliert. Mögliche Schädigungen der Opfer: Diebstahl aus dem Portemonnaie und/oder Spendenbetrug.[21][22]
- Vorgehaltener Stadtplan/vorgehaltene Zeitung/verdeckte Hand: Variante 1: Der Täter fragt mit einem Stadtplan in der Hand nach dem Weg. Der Täter entwendet im Sichtschutz des Stadtplans Wertgegenstände aus Handtasche, Jacketttasche, dem Hemd. Variante 2: Der Täter kommt in ein Restaurant und breitet einen Stadtplan/eine Zeitung am Tisch des Opfers aus. Vom Restauranttisch entwendet er im Schutz des Stadtplans das darunter liegende Handy und verlässt das Restaurant.[23] Variante 3: Ein Paar klopft von außen an die Fensterscheibe der Beifahrerseite eines haltenden Autos. Sie fragen nach Krankenhaus oder Bahnhof und halten einen Stadtplan hin. Im Schutz des Stadtplans wird die auf dem Beifahrersitz liegende Handtasche entwendet.[24]

#### Appell an Hilfsbereitschaft
- Geldwechseltrick: Der Täter bittet darum, eine Münze zu wechseln (z. B. für ein Telefongespräch). Variante 1: Wenn das Opfer das Kleingeldfach öffnet, wirft der Täter die Münze hinein, gestikuliert und entwendet unbemerkt Geldscheine aus dem Geldscheinfach. Variante 2: Er entwendet das ganze Portemonnaie.[25] Variante 3: Der Fremde greift ohne abzuwarten sofort in das Portemonnaie.[26] Variante 4: Beim Geldwechseln stößt der Täter „unabsichtlich“ mit seinem eigenen Portemonnaie an den Arm des Opfers und entwendet dabei dessen goldenes Armband.[27]
- Lesetrick: Der Täter bittet das Opfer um Hilfe beim Lesen des Fahrplans/der Anzeigetafel. Ein zweiter Täter stiehlt derweil den Koffer oder die Tasche.[28]
- Blumen-Trick: Der Täter drängt seinem Opfer eine Blume auf und gibt zu verstehen, dass er dafür etwas haben will. Das Opfer sucht im Kleingeldfach, der Täter entwendet Scheine aus dem Scheinfach oder Wertgegenstände aus der Kleidung des Opfers.
- Supermarkt-Trick: Der Täter fragt das Opfer im Supermarkt nach einem bestimmten Produkt. Das Opfer sucht und zeigt, der Täter stiehlt aus der Tasche des Opfers im Einkaufswagen.
- Klopfer-Trick: Ein Täter betritt ein Eisenbahnabteil und schaut nach einem Opfer aus. Ein weiterer Täter klopft von außen an die Scheibe. Der Täter im Waggon entwendet dem abgelenkten Opfer Wertgegenstände.

#### Vorgetäuschte Hilfsbereitschaft
- Vermeintlicher Taschenträger: Der Täter bietet sich an, ein Gepäckstück/eine Einkaufstasche zu tragen und entwendet in der Variante 1 beim Transport Wertgegenstände aus der Tasche. Oder ein weiterer Täter steht in Variante 2 direkt hinter dem abgelenkten Opfer und entwendet das Portemonnaie.[29]  In Variante 3, bei der vorgetäuschten Einsteigehilfe, eilt der Täter in das Zugabteil voraus oder erzeugt einen künstlichen Stau. Der Tasche tragende oder der nachfolgende Täter stehlen.[30]

#### Sonstige
- Schlitzer: Der Täter schlitzt unbemerkt die Tasche in der Kleidung auf, in der sich das Geldportemonnaie befindet, und entwendet es.
- Hochhebe-Trick: Der Täter behauptet, bevorzugt bei Frauen, durch Hochheben das Gewicht des Opfers zu erraten. Beim Hochheben bestiehlt ein Komplize von hinten das Opfer.
- Schlafende Opfer: In S-Bahnen, bevorzugt am frühen Morgen durch Einzeltäter.[31]

## Prävention
Durch Prävention wird es den Taschendieben schwerer gemacht. Für den Schadensfall sind die Nummern von Personalausweis, Führerschein, Giro- und Kreditkarte, SIM-Kartennummer der Telefonkarte, IMEI Nummer des Handys zu dokumentieren. Anrempeln, Beschmutzen der Kleidung und übergroße Hilfsbereitschaft sind Warnzeichen.
- Nur so viel Geld mitnehmen, wie aktuell benötigt wird.
- Bargeld, Bank- und Kreditkarten sowie Ausweise nach Möglichkeit an verschiedenen Stellen am Körper aufbewahren.
- Geld und Wertsachen dicht am Körper/eng am Oberkörper tragen.
- Transport größerer Geldbeträge im Geldgürtel, Gürteltaschen oder Brustbeutel.
- Hand- und Umhängetaschen mit der Verschlussseite bzw. dem Außenfach zum Körper tragen. Reißverschlusstaschen so tragen, dass der Zipper nach vorn zeigt. Vor dem Körper quer über der Brust oder eingeklemmt unter dem Arm tragen.
- Taschen generell geschlossen halten und nicht unbeaufsichtigt lassen und nie auf dem Rücken tragen.
- Wertsachen, Mobiltelefone und Digitalkameras in verschließbaren Innentaschen tragen.
- Rucksäcke im Gedränge vor dem Körper tragen. Keine Wertsachen im Rucksack aufbewahren.
- Größere Bargeldbeträge bei der Bank in einem Nebenraum auszahlen lassen.
- Ein bis zwei Meter Distanzzone zu fremden Menschen, keine Körpernähe.

## Schadensfall

### Sofortmaßnahmen
Sofern möglich den Taschendieb im Rahmen der Jedermann-Festnahme festhalten, die Polizei über Notruf informieren und den Taschendieb nach deren Eintreffen der Polizei übergeben. Mögliche Zeugen zum Bleiben auffordern, damit diese gegenüber der Polizei ihre Beobachtungen aussagen können.
Sofern der Taschendieb zunächst entkommen konnte: Andere Personen auf den Dieb aufmerksam machen, andere Personen zur Mithilfe auffordern, Hilfe organisieren. Eine Sofortfahndung durch den Polizei-Notruf 110 in Gang setzen. Um das Opfer kümmern, Tätermerkmale einprägen, als Zeuge zur Verfügung stehen.

### Schadensbegrenzung
Der Vorfall ist auf dem Polizeirevier persönlich anzuzeigen. Mit der Anzeige wird eine Bescheinigung über die gestohlenen Legitimationspapiere erstellt, z. B. Personalausweis und Führerschein. Die Anzeige kann einfacher bearbeitet werden, wenn von den abhanden gekommenen Dokumenten bereits Papier-Kopien existieren. Zur Sperrung von Bankkarten gibt es in Deutschland den allgemeinen Sperr-Notruf 116 116. Nach der sofortigen telefonischen Kartensperrung ist die Bank persönlich aufzusuchen. Beim Wiederauffinden der Papiere/Karten sind Polizeirevier/Bank persönlich zu informieren. Neubeantragte Ausweispapiere/Karten stehen nicht sofort zur Verfügung.

## Strafrechtliche Verfolgung
Strafrechtlich fällt der Taschendiebstahl regelmäßig unter den Tatbestand des Diebstahls (§ 242 StGB in Deutschland, § 127 StGB in Österreich).

## Künstlerische Verarbeitung des Themas

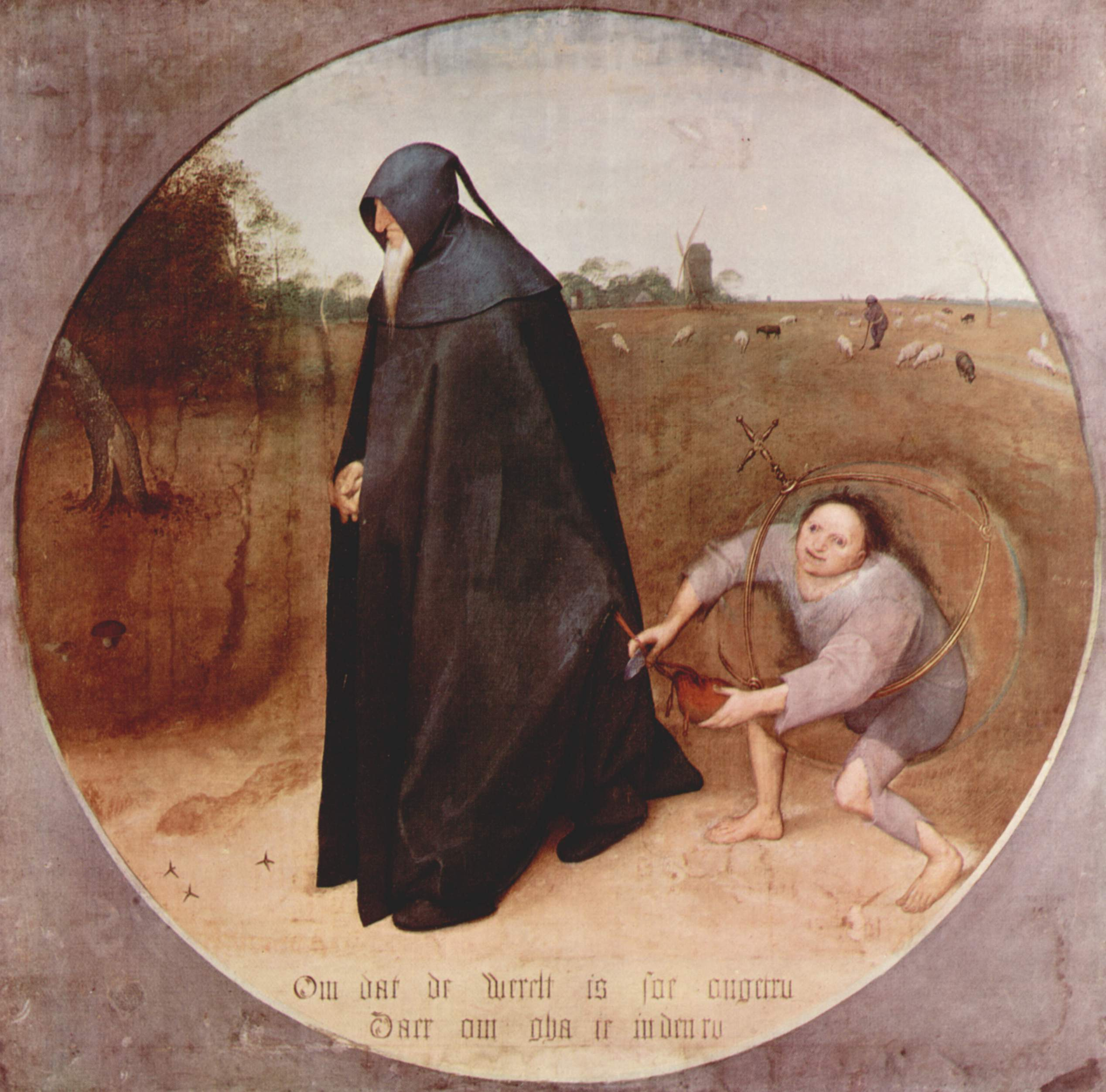
Taschendiebstahl gibt es seit tausenden von Jahren, hier eine Abbildung aus dem 16. Jahrhundert (Der Misanthrop)

- Das von dem Maler Hieronymus Bosch geschaffene Bild Der Gaukler zeigt eine Situation des späten Mittelalters, die ein Zusammenwirken zweier Taschendiebe vermuten lässt: Während eine Person von einem Taschenspieler abgelenkt wird, ist ein hinter dem Opfer stehender Mann im Begriff, dessen Geldbeutel an sich zu bringen.
- Stefan Zweig schildert in seiner Novelle Unvermutete Bekanntschaft mit einem Handwerk eindrucksvoll die Arbeitsweise eines Taschendiebs in der 1. Hälfte des 20. Jahrhunderts.
- Der deutsche Spielfilm Max, der Taschendieb von 1962 schildert mit „erhobenem Zeigefinger“ und dennoch in komödiantischer Art und Weise das Leben eines Taschendiebs und seine Verwicklungen in ein größeres Verbrechen. (Regie: Imo Moszkowicz; mit Heinz Rühmann, Elfie Pertramer, Hans Clarin, Ruth Stephan)
- Robert Bressons Film Pickpocket von 1959 zeigt das Leben eines jungen Mannes, der die Kunst des Taschendiebstahls lernt. Die Taschendiebstähle, die in Pickpocket dargestellt werden, wurden von Kassagi – einem Pariser Meister des Taschendiebstahls – choreografiert, der auch im Film  mitspielt.
- Harry mit den langen Fingern (Originaltitel Harry in Your Pocket) ist eine amerikanische Gaunerkomödie aus dem Jahr 1973 mit den bekannten Schauspielern James Coburn, Michael Sarrazin, Trish Van Devere und Michael C. Gwynne. Zwei erfolgreiche „Gentleman“-Taschendiebe vergrößern ihr „Unternehmen“ durch ein junges Paar, das sie in die Tricks der Taschendiebe einführen.
- Der französische Kurzfilm Le Mozart des pickpockets aus dem Jahr 2006 erzählt die Geschichte von Philippe und Richard, die sich im Pariser Stadtviertel Barbes mit Taschendiebstählen ihren Lebensunterhalt ergaunern. Als drei ihrer Komplizen nach einem Taschendiebstahl festgenommen werden, taucht ein taubstummer Junge auf, der ihnen hilfreich zur Hand geht.
- Johnny To drehte 2008 in Hong Kong den poetisch-nostalgischen Film „Sparrow“, in dem eine sorglose Bande von Taschendieben auf eine geheimnisvolle Frau trifft, die ihre ganz eigenen Ziele mit ihnen verfolgt.
- Im Musikvideo für Karma Chameleon von Culture Club tritt ein Taschendieb auf einem Mississippi-Raddampfer auf, der nach Entdeckung über Bord geworfen wird.
- In Erich Kästners Kinderbuch Der kleine Mann wird der Zauberkünstler Jokus von Pokus beim Bühnentaschendiebstahl (s. u.) von seinem nur fünf Zentimeter großen Adoptivsohn Mäxchen unterstützt, der höchstpersönlich in die Taschen der Opfer klettern kann.
- In Folge 68 von Polizeiruf 110 Der Hinterhalt ist die Polizei Taschendieben auf der Spur.

## Bühnentaschendiebstahl
Zauberkünstler präsentieren gelegentlich zu Unterhaltungszwecken Diebstahl auf der Bühne. Während kriminelle Diebe günstige Situationen oder das Überraschungsmoment ausnutzen oder gar Gewalt anwenden, muss ein Bühnentaschendieb sein Opfer perfekt ablenken können und eine Vielzahl an Griffen beherrschen. Es ist tatsächlich möglich, unbemerkt Armbanduhren, Krawatten und sogar Hosenträger zu stehlen. Der Reiz dieser Kunst besteht darin, dass man dem Dieb zum Teil sogar bei der normalerweise geheimen Arbeit zusehen kann. Das „Spiel in fremden Taschen“ ist kontrovers, da der Künstler im wahrsten Sinne des Wortes in die Privatsphäre des Zuschauers „eingreift“. Es bedarf daher eines Maximums an Charme, um diese Provokation zu relativieren und beim betroffenen Zuschauer das Gefühl zu vermeiden, vorgeführt zu werden. Manche Bühnentaschendiebe beherrschen ihr Fach so meisterhaft, dass dem Publikum der Tabubruch vor Faszination nicht bewusst wird. Bühnentaschendiebstahl folgt eigenen Regeln und ist nur begrenzt als echter Taschendiebstahl einsetzbar.

## Abgrenzung zum Trickdiebstahl
Artverwandt ist der Trickdiebstahl, der ebenfalls als „einfacher Diebstahl“ gewertet wird, bei dem der Täter mit dem Opfer, auch unbemerkt, in Verbindung kommt und dabei mit Hilfe von besonderem Geschick, unter Ausnutzung eines zuvor geschaffenen Vertrauensverhältnisses oder sonstiger Tricks in den Besitz des Stehlgutes gelangt. Dabei ist zu beachten, dass sich die Auslegung des Begriffs „einfacher Diebstahl“ im Versicherungsrecht und Strafrecht unterscheidet.

## Filme
- ZAZ > Player: Servicezeit: Die Tricks der Taschendiebe (2014). Veröffentlicht am 30. September 2014
- Zauberer Toni Vesarri: Taschendieb Tonio Vesarri – ORF 2
- Zauberer Tonio Vesarri: Taschendieb in the City 2015 ATV. 3. November 2015, abgerufen am 2. Februar 2016.
- Vorsicht Trickbetrüger – Was tun gegen Langfinger & Co.? SWR 2015. Gezeigt in 3sat am 20. Januar 2017, 20:15 – 21:00.